# Parco regionale dei Colli Euganei
Der Parco regionale dei Colli Euganei (deutsch Regionalpark der Euganeischen Hügel) ist einer der fünf in der Region Venetien ausgewiesenen Regionalparks in Italien; ein italienischer Regionalpark kommt in Ziel und Zweck etwa dem eines deutschen Naturparks gleich. Er befindet sich in der Provinz Padua.
Der Park wurde mit dem Regionalgesetz Nr. 38 am 10. Oktober 1989 eingerichtet und umfasst 15 Gemeinden.
Die besondere Landschaft, geologische Formation, Flora und Fauna der Euganeischen Hügel sowie ihre Kulturgüter sind durch dieses Gesetz zum geschützten Gebiet erklärt worden, einschließlich der heißen Thermalquellen, die in diesen Bergen entspringen und denen die Gemeinden Abano Terme, Montegrotto Terme und Galzignano Terme am Fuße dieser Erhebungen ihren Status als bekannte Kurbäder verdanken.

## Administration
Der Park hat seinen Verwaltungssitz in Este. An der Spitze der Administration stehen der Präsident und der Direktor. Die sieben Mitglieder des Exekutivkomitees (auch die Präsident selbst ist eines von ihnen) sind jeweils für einen bestimmten Bereich zuständig (der Präsident für Organisation, Budget- und Personalplanung, die übrigen für Land- und Forstwirtschaft, Bauwesen, Kultur und Tourismus, Natur- und Umweltschutz, Städte- und Flächenplanung sowie regionale Förderung und Entwicklung). Zur Parkverwaltung gehören ferner lokale und regionale Vertreter, nämlich je einer pro Gemeinde (insgesamt also 15) sowie je drei Vertreter für die Provinz Padua und die Region Veneto, außerdem ein sechs Mitglieder umfassendes technisch-wissenschaftliches Komitee.

## Ziele der Regionalparkverwaltung / Projekte
Das dezidierte Ziel der Regionalparkverwaltung ist die Erhaltung der Natur und Kulturgüter einerseits sowie die Förderung einer umweltverträglichen nachhaltigen Landwirtschaft sowie des sanften Tourismus innerhalb des Gebietes andererseits. Die Verwaltung hat sich insoweit zahlreiche Projekte gesetzt, die über Jahre hinweg sukzessive umgesetzt wurden bzw. noch umgesetzt werden.
Dazu gehören beispielsweise – teilweise mit Fördermitteln der EU realisiert – Maßnahmen zu
- Infrastruktur: Anlage eines Wanderwegenetzes, Herausgabe von Kartenmaterial, Einrichtung von kleinen Parkplätzen mit Picknickmöglichkeit und Erklärungstafeln zu Geologie, Flora, Fauna und Kulturgütern der Euganeischen Hügel
- Schutz des Waldes, der Flora und Fauna: Maßnahmenkatalog zur Verhinderung der Waldbrandgefahr, Einrichtung von Biotopen, Erfassung des Tierbestands, Herausgabe von Informationsmaterialien, wissenschaftliche Studien über die im Park nachgewiesenen Vogelarten,
- Flächenplanung, Förderung einer umweltverträglichen Bauweise,
- Initiative zum Anbau von Heil- und Nutzpflanzen
- Erhalt und Wiederbegrünung der Trockenwiesen (vegri), die von der Landwirtschaft aufgegeben worden waren und früher als Parkflächen, Müllhalden und zum Motocross zweckentfremdet waren
- Agrotourismus und Einrichtung von Verkaufsstellen für regionale Produkte in der Nähe touristischer Attraktionen

## Gemeinden
Die folgenden 15 Gemeinden liegen ganz oder teilweise auf dem Gebiet des Naturparks:
- Abano Terme
- Arquà Petrarca
- Baone
- Battaglia Terme
- Cervarese Santa Croce
- Cinto Euganeo
- Este
- Galzignano Terme
- Lozzo Atestino
- Monselice
- Montegrotto Terme
- Rovolon
- Teolo
- Torreglia
- Vò